# Jhonattan Silva Gomez
Jhonattan Silva Gomez (...) è un giocatore di football americano colombiano naturalizzato tedesco, che gioca come linebacker per i Frankfurt Universe.
Dopo aver giocato per i Darmstadt Diamonds si trasferisce ai Frankfurt Universe. Nel 2021 passa quindi in ELF con i Frankfurt Galaxy per poi tornare agli Universe nel 2023.
Suo fratello minore Sebastian è stato suo compagno di squadra ai Galaxy.

## Palmarès
- 1 EFL Bowl (Frankfurt Universe, 2016)
- 1 ELF Championship (Frankfurt Galaxy, 2021)